# Gbawe
Gbawe est une ville du Ghana située dans la Région du Grand Accra, au sud-est du pays, près de la capitale Accra.